# De spectaculis (Tertulliano)
De spectaculis (in latino: "Sugli spettacoli") è un'opera di Tertulliano scritta alla fine del II o all'inizio del III secolo d.C.
Tertulliano critica da una prospettiva cristiana i diversi spettacoli nell'antica Roma, che svolgevano un ruolo centrale nella vita culturale pubblica dell'Impero romano. Il suo linguaggio è vivace, drastico, sarcastico e non è esente da punte polemiche e sofismi. Tertulliano sostiene che il godimento umano può essere un'offesa a Dio.
Il suo punto di vista su questi intrattenimenti pubblici è che sono un uso improprio della creazione di Dio e una perversione dei doni che Dio ha dato al genere umano. Sostiene la sua affermazione ricordando al lettore che questi spettacoli e queste esibizioni derivano da culti rituali pagani: ciò significa che gli eventi derivano dall'idolatria. La cosa più importante è che "lo spettacolo porta sempre a un'agitazione spirituale": assistendo e partecipando all'evento, l'uomo è soggetto a forti emozioni. Inoltre, Tertulliano scrive che ciò che non è lecito dire o fare non deve essere lecito vedere o sentire.

## Struttura e contenuto
Il testo è suddiviso in 30 capitoli, i cui argomenti principali cambiano più volte:
- classificazione, descrizione e critica degli spectacula: corse di carri (ludi circenses), rappresentazioni sceniche (scaenicae res), gare (agones), combattimenti gladiatori (munera);
- le carenze morali e di altro genere dei pagani, soprattutto in relazione agli spectacula;
- ragioni per il cristiano di evitare gli spectacula.

### Corse di carri (ludi circenses)
Nei capitoli 5 e 6, Tertulliano riassume le informazioni sullo sviluppo dei giochi a partire dal culto dei morti presso gli etruschi e dalle feste romane come i Liberalia, i Consualia, gli Equirria e i Baccanalia. Fa riferimento a Svetonio e a Timeo di Tauromenio. Nel capitolo 16, tuttavia, fornisce una vivida descrizione degli spettatori rumorosi e inferociti. Questa frenesia carica di odio era da sola una ragione per i cristiani di evitare il circo.

### Rappresentazioni sceniche (scaenicae res)
Nel capitolo 10, la rappresentazione scenica teatrale è associata solo a ebrietas et libido, ubriachezza e lussuria. Nel capitolo 17 cita le atellane, una farsa grossolana e contadina, e trova parole di censura nei confronti della pantomima, che in età augustea si era sviluppata come la principale forma di recitazione scenica sofisticata per un pubblico colto. Nel capitolo 23 gli attori sono nuovamente attaccati per la loro falsità e le loro contraffazioni: la finzione di un affetto e di un sesso diverso da parte del coturno erano intollerabili per il cristiano. Sebbene nel capitolo 27 vengano riconosciuti a malincuore alcuni tratti positivi della letteratura scenica (melodiosità, armonia linguistica), questi vengono subito spiegati come la seduzione del Diavolo che nasconde il pericolo.

### Competizione (agon)
Nel capitolo 11, Tertulliano cita i giochi olimpici in onore di Giove, le gare capitoline e i giochi nemei per Ercole. essi sono inaccettabili per i cristiani per la loro relazione con le divinità pagane. Il capitolo 18 descrive poi la crudeltà e l'indegnità della lotta, con la deturpazione del volto umano, creato a immagine di Dio.

### Combattimento gladiatorio (munera)
Come per le corse dei carri, anche per i combattimenti dei gladiatori Tertulliano fa riferimento alle origini del culto dei morti (capitolo 12). Descrive i combattimenti e i sacrifici umani sulla tomba del defunto, confermati anche da altre fonti. Il capitolo 19 denuncia la particolare crudeltà e spietatezza di questi spettacoli, che erano i più famosi e popolari del mondo romano.

### Motivi per cui il cristiano deve evitare glispectacula
Tutte le descrizioni degli spectacula sono accompagnate da ragioni per il loro rifiuto. In alcuni capitoli, tuttavia, Tertulliano ne descrive la generale riprovevolezza. Nel capitolo 14 attribuisce la frequentazione di tutti gli spettacoli alla dipendenza dal piacere (voluptas). Nel capitolo 15 riassume ancora una volta gli aspetti dell'idolatria, che a suo avviso è la ragione principale di tutte le forme di spettacolo per cui il cristiano dovrebbe evitare ogni contatto pernicioso con esse. Il capitolo 22 è più che altro un inciso beffardo, in cui accusa i pagani di amare e persino adorare gli attori del dramma, ma di negare loro i diritti civili dell'onore. La contradditorietà di questo stato di cose risiede, secondo l'autore, nella mancanza di modelli etici consolidati tra i Romani, in una sorta di confusione tra i concetti di bene e male.
Alla fine dello scritto, il capitolo 29 mostra le vere gioie del cristiano nella contemplazione della verità e della poesia cristiana, mentre il capitolo 30 dipinge e minaccia i pagani di un terribile giorno del giudizio a colori vivaci.

## Importanza e eredità
Il De spectaculis è la prima trattazione completa dei giochi da parte di un padre della Chiesa. Gli autori ecclesiastici successivi fecero uso delle polemiche ivi raccolte. Tuttavia, l'influenza diretta può essere provata solo per gli scrittori contemporanei come Cipriano di Cartagine e Novaziano.
Nel XVI secolo, l'opera fu edita più volte, anche da Sigismund Gelenius e Jacobus Pamelius. Eligius Dekkers ha utilizzato queste edizioni e diversi manoscritti per la sua edizione del 1954, mentre Karl-Wilhelm Weeber ha prodotto un'edizione commentata con una traduzione in tedesco nel 1988.

## Edizioni e traduzioni
Edizioni critiche
- Eligius Dekkers: Q. S. Fl. Tertulliani de spectaculis, Turnholt 1954.

Traduzioni italiane
- De spectaculis, in  Tertulliano, De spectaculis - Ad martyras, a cura di Martino Menghi, collana Classici Greci e Latini (Oscar Mondadori), Mondadori, 1995, ISBN 8804403586.
- Tertulliano, De spectaculis. Sugli spettacoli, Il cerchio, 2005, ISBN 8884740851.